# Emmett Leith
Emmett Norman Leith (Detroit, 12 de marzo de 1927 – Ann Arbor, 23 de diciembre de 2005) fue un físico y profesor estadounidense conocido por ser el inventor, junto con Juris Upatnieks, de la holografía tridimensional.

## Biografía
Se graduó en ciencias en el año 1950 por la Universidad Estatal Wayne. En 1952 se especializó en física, y en 1978 obtuvo su título de doctorado en Ingeniería eléctrica.
Impartió clases de ingeniería, ingeniería eléctrica y ciencias de la computación en la Universidad de Míchigan, y a través de aquella institución fue donde descubrió los principios de la holografía a mediados de la década de 1950, cuando se encontraba trabajando en un programa de radar militar para el que pretendía obtener imágenes comparables a una fotografía aérea. Entre los años de 1961 y 1964, en colaboración con Juris Upatnieks desarrollaron y presentaron públicamente algunos avances en el campo de la holografía, y en el año 1964 fue cuando presentaron ante la Optical Society el sistema láser de transmisión holográfica que revolucionaría el mundo virtual, siendo hasta aquellos momentos una tecnología poco desarrollada. Su trabajo contribuyó de forma positiva a que se retomase el interés por la obra del científico húngaro Dennis Gabor.

## Reconocimientos
Su labor fue reconocida a través de diferentes galardones, el más importante de ellos concedido en 1979 por el presidente Jimmy Carter, quien le entregó la Medalla Nacional de Ciencia. Años antes, en 1960, había recibido el Premio IEEE Morris N. Liebmann Memorial, en 1969 la Medalla de Ballantine Stuart y en 1985 la Medalla Frederic Ives concedida por la Optical Society.